# Associazione Calcio Sant'Angelo 1982-1983
Questa voce raccoglie le informazioni riguardanti l'Associazione Calcio Sant'Angelo nelle competizioni ufficiali della stagione 1982-1983.

## Rosa
| N. |                   | Ruolo | Calciatore           |
| -- | ----------------- | ----- | -------------------- |
|    | Italia (bandiera) | C     | Dario Bosisio        |
|    | Italia (bandiera) | C     | Giuseppe Brunetti    |
|    | Italia (bandiera) | D     | Roberto Cadei        |
|    | Italia (bandiera) | C     | Stefano Calderini    |
|    | Italia (bandiera) | C     | Giorgio Casalino     |
|    | Italia (bandiera) | C     | Ivano Comba          |
|    | Italia (bandiera) | C     | Sergio Dossena       |
|    | Italia (bandiera) | P     | Antonio Gambino      |
|    | Italia (bandiera) | C     | Virginio Gandini     |
|    | Italia (bandiera) | D     | Paolo Garattini      |
|    | Italia (bandiera) | D     | Nicola Granata       |
|    | Italia (bandiera) | D     | Pierpaolo Lussignoli |

| N. |                   | Ruolo | Calciatore           |
| -- | ----------------- | ----- | -------------------- |
|    | Italia (bandiera) | D     | Massimo Mattavelli   |
|    | Italia (bandiera) |       | Mauro Merlo          |
|    | Italia (bandiera) |       | Pedrazzini           |
|    | Italia (bandiera) | C     | Emanuele Pischettola |
|    | Italia (bandiera) | D     | Claudio Pozzi        |
|    | Italia (bandiera) | C     | Paolo Sodi           |
|    | Italia (bandiera) | A     | Raffaele Solimeno    |
|    | Italia (bandiera) | D     | Bassano Tonali       |
|    | Italia (bandiera) | C     | Giampiero Trainini   |
|    | Italia (bandiera) | A     | Fabio Valente        |
|    | Italia (bandiera) | A     | Paolo Valori         |
|    | Italia (bandiera) | D     | Giorgio Zaninetti    |